# Безонво
Безонво́ (фр. Bezonvaux) — муніципалітет у Франції, у регіоні Гранд-Ест, департамент Мез. Населення — 0 осіб (01.01.2021).
Муніципалітет розташований на відстані близько 240 км на схід від Парижа, 55 км на захід від Меца, 60 км на північний схід від Бар-ле-Дюка.

## Історія
До 2015 року муніципалітет перебував у складі регіону Лотарингія. Від 1 січня 2016 року належить до нового об'єднаного регіону Гранд-Ест.

## Демографія
Динаміка населення (INSEE ):